# Куновец
Куновец је насељено место у саставу општине Копривнички Иванец у Копривничко-крижевачкој жупанији, Република Хрватска.

## Историја
До територијалне реорганизације у Хрватској налазио се у саставу старе општине Копривница.

## Становништво
На попису становништва 2011. године, Куновец је имао 488 становника.

## Попис1991.
На попису становништва 1991. године, насељено место Куновец је имало 676 становника, следећег националног састава:
| Попис 1991.‍ | Попис 1991.‍ | Попис 1991.‍ | Попис 1991.‍ | Попис 1991.‍ |
| ----------- | ----------- | ----------- | ----------- | ----------- |
|             |             |             |             |             |
| Хрвати      | Хрвати      |             | 671         | 99,26%      |
| Словенци    | Словенци    |             | 1           | 0,14%       |
| непознато   | непознато   |             | 4           | 0,59%       |
| укупно: 676 |             |             |             |             |